# Verisign
VeriSign, Inc. (stilizzato in VERISIGN) (NASDAQ: VRSN) è una società statunitense con sede a Reston, in Virginia, che gestisce un'ampia gamma di infrastrutture di Rete, fra cui due dei tredici server dei nomi radice operanti in Internet, il registro con autorità per i Domini di primo livello generici .com, .net e .name, nonché per i domini di primo livello con codice paese .cc e .tv e i sistemi di back-end per i domini di primo livello .jobs e .edu. Verisign offre inoltre tutta una serie di servizi di sicurezza, quali amministrazione di DNS, Distributed Denial of Service (DDoS) e monitoraggio di minacce informatiche.
Nel 2010 Verisign ha ceduto la propria attività di autenticazione – comprendente i servizi Secure Sockets Layer (SSL), PKI (public key infrastructure), Verisign Trust Seal e Verisign Identity Protection (VIP) – a Symantec per 1,28 miliardi di dollari.
Nell'agosto 2010 l'ex-CEO di Verisign, Brian Robins, ha reso nota l'intenzione dell'azienda di trasferirsi dalla sede originaria di Mountain View (California) a Dulles (Nord Virginia) entro il 2011, giustificando la decisione con il fatto che la società opera per il 95% sulla costa orientale.

## Storia
Verisign nasce nel 1995 come spin-off di RSA Security, azienda specializzata in servizi di certificazione. Previa stipula di un accordo di non concorrenza a tempo limitato, la nuova società ottiene la licenza d'uso per i brevetti di crittografia a chiave detenuti da RSA e opera come autorità di certificazione (CA, Certificate Authority) con l'intento di “garantire la sicurezza dei contenuti dei siti Internet e di commercio elettronico tramite servizi e prodotti di autenticazione informatica”. Nel 2010, quando cede l'attività di autenticazione a Symantec, Verisign conta oltre tre milioni di certificati attivi nei più svariati settori (dal retail alla finanza, sino alla difesa), affermandosi dunque come la prima autorità di certificazione digitale, che il vasto pubblico identifica con il simbolo del lucchetto a sinistra dell'URL.
Nel 2000 Verisign acquisisce Network Solutions che, dietro accordo con l'Internet Corporation for Assigned Names and Numbers (ICANN) e il Dipartimento del Commercio degli Stati Uniti d'America, gestisce i domini di primo livello .com, .net e .org. Le basilari funzioni di registro di quest'ultima daranno vita alla divisione di assegnazione dei nomi di dominio, assurta nel frattempo a reparto commerciale numero uno della società per dipendenti e fatturato. Nel 2003 Verisign chiude la divisione retail di Network Solutions (registrar nomi di dominio), mantenendo il registro dei nomi di dominio (wholesale) come funzione-chiave nell'ambito dell'assegnazione di indirizzi Internet.
Il 9 agosto 2010 l'attività di autenticazione Verisign passa ufficialmente, per 1,28 miliardi di dollari, a Symantec. Il “pacchetto” comprende i servizi Secure Sockets Layer (SSL) Certificate Services, Public Key Infrastructure (PKI) Services, Verisign Trust Services, Verisign Identity Protection (VIP) Authentication Service nonché la quota di maggioranza di Verisign Giappone.
L'attività Verisign si articola in due rami operativi: Naming Services, che riguarda la gestione dei domini di primo livello e delle infrastrutture Internet di base, e Network Intelligence and Availabity (NIA) Services, cui fanno capo i servizi DDoS, gestione DNS e rilevamento delle minacce (threat intelligence).

## Prodotti e servizi
Il core business di Verisign consiste nell'assegnazione dei nomi di dominio. Oltre a essere titolare dei registri con autorità di due dei principali domini di primo livello, .com e .net, l'azienda gestisce in appalto i domini di primo livello .name e .gov, nonché i domini con codice paese .cc (Isole Cocos e Keeling) e .tv (Tuvalu). Inoltre è il principale appaltatore tecnico, per i rispettivi operatori di registro (che sono Organizzazione non a scopo di lucro), dei domini di primo livello .edu e .jobs – ruolo in cui, oltre a ospitare i domini stessi, provvede alla manutenzione dei relativi file di zona. Gli operatori di registro equivalgono ai “grossisti” ("wholesaler") dei nomi di dominio, mentre i registrar fungono da “dettaglianti” (“retailer”), perché lavorano direttamente con il cliente finale alla registrazione di un indirizzo di dominio.
Verisign gestisce anche due dei tredici “server radice” contraddistinti dalle lettere A-M (più precisamente, i server “A” e “J”); i server radice rappresentano il vertice gerarchico del sistema dei nomi di dominio (DNS) su cui si fonda la comunicazione in Rete. Un altro compito di Verisign consiste nel generare il file di zona principale, globalmente riconosciuto, e apportarvi le eventuali modifiche disposte da ICANN e sancite dal Dipartimento del Commercio statunitense. In origine le modifiche alla zona principale venivano distribuite attraverso il server radice A, ma adesso vengono diramate a tutti i tredici server attraverso un sistema di distribuzione ad hoc gestito da Verisign – che è l'unico, fra i dodici operatori di server radice esistenti, a gestire più di un server. I server A e J sono diventati, fra l'altro, “anycast” e non fanno quindi più capo a un centro dati della società. Tale misura è stata adottata con l'obiettivo di aumentare ridondanza e disponibilità, riducendo al contempo il rischio di single point of failure (disfunzione di sistema causata dall'anomalia di una sola componente).